# М'язова тканина
М'язові тканини (лат. Textus muscularis, «тканина м'язова») — тканини, різні за будовою і походженням, але подібні за здатністю до виражених скорочень. Складаються з витягнутих клітин, які приймають подразення від нервової системи і відповідають на нього скороченням. Вони забезпечують переміщення в просторі організму в цілому, його рух органів всередині організму (серце, язик, кишок тощо) та складаються з м'язових волокон. Властивістю зміни форми мають клітини багатьох тканин, але в м'язових тканинах ця здатність є головною функцією.
Основні морфологічні ознаки елементів м'язової тканини: подовжена форма, наявність поздовжньо розташованих міофібрилів і міофіламентів — спеціальних органел, що забезпечують скорочення, розташування мітохондрій поруч з елементами скорочення, наявність включень глікогену, ліпідів і міоглобіну.

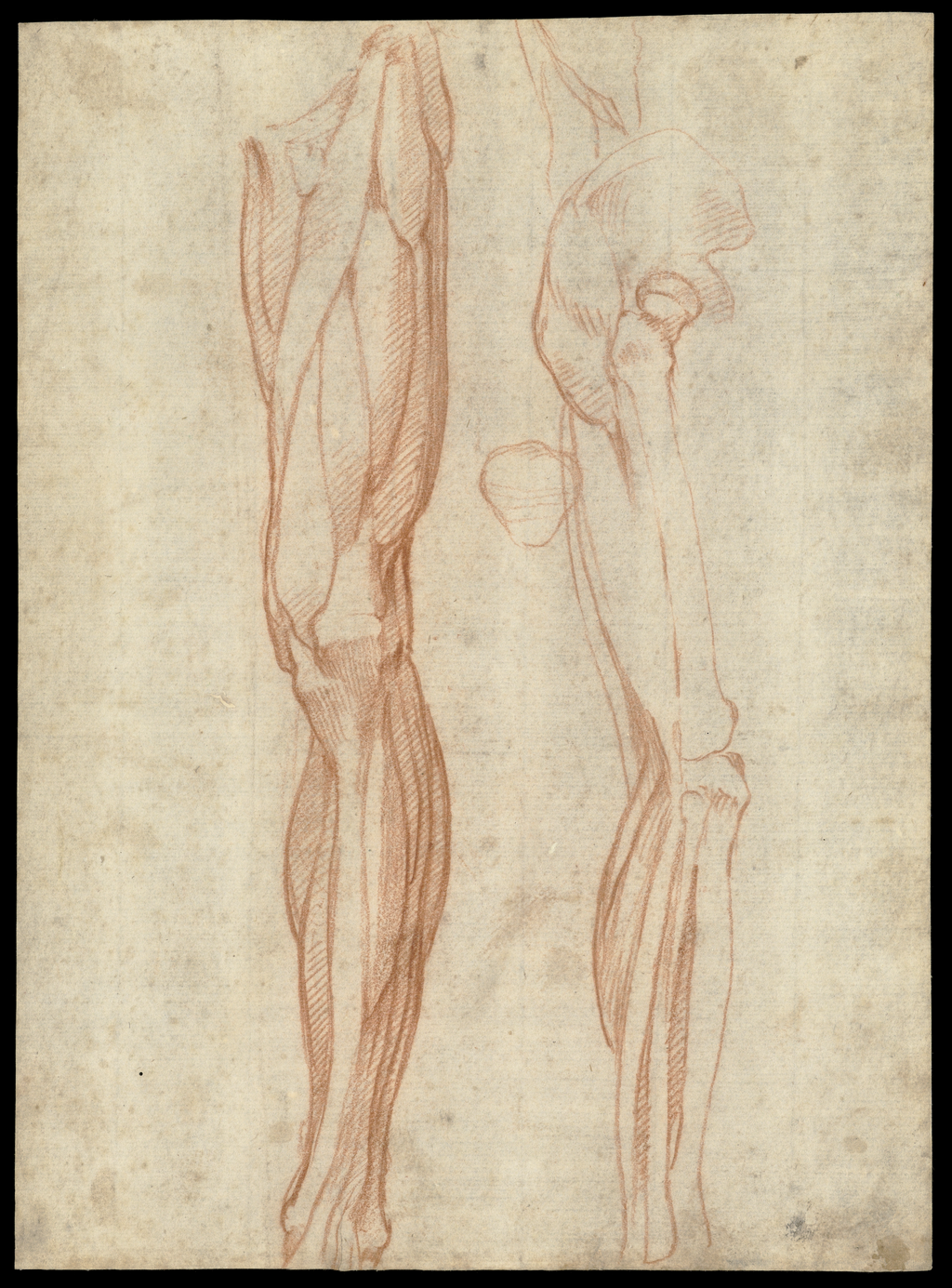
Ліворуч: м'язи лівої ноги (вид спереду); праворуч: м'язи та кістки правої ноги (вид у профіль праворуч); посередині: наколінок. Мікеланджело, прибл. 1515-1520 р.

Спеціальні скорочувальні органели — міофіламенти, або міофібрили — забезпечують скорочення, яке виникає при взаємодії в них двох основних фібрилярних білків — актину і міозину, за обов'язкової участи йонів кальцію. Мітохондрії забезпечують ці процеси енергією. Запаси джерел енергії утворюють глікоген і ліпіди. Міоглобін — білок, що забезпечує зв'язування кисню і створення його запасу на момент скорочення м'яза, коли стискаються кровоносні судини (надходження кисню при цьому різко падає).

## Властивості м'язової тканини
- збудливість;
- провідність;
- лабільність;
- скорочення.

## Види м'язової тканини

### Гладка м'язова тканина
Складається з одноядерних клітин — міоцитів веретеноподібної форми довжиною 15-500 мкм. Їхня цитоплазма в світловому мікроскопі виглядає однорідно, без поперечної смугастості. Ця м'язова тканина має особливі властивості: вона повільно скорочується і розслаблюється, володіє автоматією, є мимовільною (тобто її діяльність не керується волею людини). Входить до складу стінок внутрішніх органів: кровоносних і лімфатичних судин, сечовивідних шляхів, шлунково-кишкового тракту (скорочення стінок шлунку і кишки). За допомогою гладких м'язів змінюються розміри зіниці, кривина кришталика ока.

### Поперечносмугаста скелетна м'язова тканина
Складається з міоцитів, що мають велику довжину (до декількох см) і діаметр 50-100 мкм; ці клітини багатоядерні, містять до 100 і більше ядер; в світловому мікроскопі цитоплазма виглядає як чергування темних і світлих смужок. Властивостями цієї м'язової тканини є висока швидкість скорочення, розслаблення і довільність (тобто її діяльність керується волею людини). Ця м'язова тканина входить до складу скелетних м'язів, а також стінки глотки, верхньої частини стравоходу, нею утворений язик, окорухові м'язи. Волокна довжиною від 10 до 12 см.

### Поперечносмугаста серцева м'язова тканина
Складається з одно- або двоядерних кардіоміоцитів, що мають поперечну смугастість цитоплазми (по периферії цитолеми). Кардіоміоцити розгалужені і утворюють між собою з'єднання — вставні диски, в яких об'єднує їх цитоплазма. Існує також інший міжклітинний контакт — анастомоз (упинання цитолеми однієї клітини в цитолему іншої). Цей вид м'язової тканини є основним гістологічним елементом міокарда серця. Розвивається з міоепікардальної пластинки (вісцерального листка спланхнотоми шиї зародка). Особливою властивістю цієї тканини є автоматизм — здатність ритмічно скорочуватися і розслаблятися під дією збудження, що виникає в самих клітинах (типові кардіоміоцити). Ця тканина є мимовільною (атипові кардіоміоцити). Існує третій вид кардіоміоцитів — секреторні кардіоміоцити (в них немає фібрил). Вони синтезують передсердний натрійуретичний пептид (атриопептин) — гормон, що викликає зниження об'єму циркулюючої крові та системного артеріального тиску.

## Функції м'язової тканини
- рухова;
- захисна;
- теплообмінна;
- скорочення і реакція на подразнення;
- мімічна (соціальна): м'язи обличчя, керуючи мімікою, передають інформацію оточуючим.

## М'язова тканина як харчовий продукт
М'ясо (харчовий продукт) являє собою м'язову тканину вбитої тварини (наприклад, великої рогатої худоби). М'ясо — цінний продукт для людини та інших м'ясоїдних тварин.